# Брозовић
Брозовић је презиме потиче са подручја босанско-далматинске границе одакле се раширило по јужнословенским земљама.
Познате личности са презименом Брозовић:
- Јасна Брозовић, судија Трговинског суда у Београду
- Милица Брозовић, тренер клизачког клуба Олимпијски из Београда
- Мирослав Брозовић (1917-2006), бивши фудбалски репрезентативац Југославије и први капитен Партизана